# Neverjetni Spider-Man (film)
Neverjetni Spider-Man je ameriški superjunaški film iz leta 2012, ki temelji na liku Spider-Mana iz Marvelovih stripov. Produciral ga je Columbia Pictures v sodelovanju z Marvel Entertainment, Laura Ziskin Productions, Arad Productions, Inc., in Matt Tolmach Productions, distribuiral pa ga je Sony Pictures Releasing. To je četrti film o Spider-Manu, ki je nastal kot po koncu filmske serije Sama Raimija o Spider-Manu iz let 2002–2007. Film je režiral Marc Webb, scenarij pa so napisali James Vanderbilt, Alvin Sargent in Steve Kloves. V filmu igrajo Andrew Garfield, Emma Stone, Rhys Ifans, Denis Leary, Campbell Scott, Irrfan Khan, Martin Sheen in Sally Field. V filmu najstnika Petra Parkerja piči radioaktivni pajek, zaradi česar dobi pajkove moči in se kot Spider-Man bori proti kriminalcem ter poskuša uravnotežiti junaštvo s svojim običajnim življenjem.
Razvoj filma se je začel po ukinitvi napovedi filma Spider-Man 4 januarja 2010, s čimer se je končala filmska serija Spider-Mana, režiserja Sama Raimija, v kateri je igral Tobey Maguire. Pri Columbia Pictures so se odločili za ponovni zagon franšize z isto produkcijsko ekipo, pri čemer je Vanderbilt ostal pisec scenarija, Sargent in Kloves pa sta mu pomagala pri pisanju scenarija. Igralska zasedba je bila najeta leta 2010, med predprodukcijo. Iz stripov so bili uporabljeni novi dizajni. Snemanje filma se je začelo decembra 2010 v Los Angelesu, nato pa se je preselilo v New Yorku. Snemanje se je zaključilo aprila 2011. 3ality Technica je zagotovila 3D obdelavo fotografij, medtem ko je Sony Pictures Imageworks poskrbel za učinke CGI. To je bil zadnji ameriški film, katerega filmsko glasbo je priskrbel James Horner, ki je izšel pred njegovo smrtjo leta 2015, in predzadnji film producentke Laure Ziskin, ki je umrla leta 2011. 
Neverjetni Spider-Man je bil premierno predvajan v Tokiu 30. junija 2012, v ZDA pa je bil izdan 3. julija, deset let po izidu prvega filma Spider-Man (2002). Film je prejel pozitivne ocene kritikov, pri tem pa so kritiki pohvalili filmsko predstavo, Garfieldov nastop, režijo, akcijske prizore, vizualne prizore in filmsko glasbo, medtem ko so bili njegovi elementi zapleta kritizirani. Film je bil sedmi najdonosnejši film leta 2012, saj je po vsem svetu zaslužil 758 milijonov dolarjev. Nadaljevanje, Neverjetni Spider-Man 2, je bilo izdano 2. maja 2014. Leta 2021 sta Garfield in Ifans ponovno odigrala svoje vloge v filmu MCU Spider-Man: Ni poti domov.

## Vsebina
Mladi Peter Parker najde vlomljeno očetovo pisarno. Petrova starša, Richard in Mary Parker, zbereta skrite dokumente, Parkerja pa odpeljeta na dom njegove tete May in strica Bena ter skrivnostno odideta.
Leta kasneje najstnik Parker obiskuje srednjo šolo znanosti. Je inteligenten, vendar socialno šibak in pogosto ga ustrahujejo. Zaljubljen je v Gwen Stacy, ki mu vrača čustva. V tem času Parker izve, da je bil njegov oče prijatelj z doktorjem Curtom Connorsom, znanstvenikom pri Oscorpu na področju medvrstne genetike. Parker se pritihotapi v Oscorp, kjer ga piči radioaktiven pajek. Pozneje razvije pajkove sposobnosti, nadčloveško moč, izostrene čute, okretnost, hitrost in sposobnost oprijemanja zidov. Connors, ki so mu amputirali desno roko, pa začne izvajati različne poskuse za regeneracijo udov.
Parker odkrije manjkajoči del Connorsovih poskusov v očetovih dokumentih - "algoritem stopnje razpada", obišče Connorsa, mu pove, da je Richardov sin, in Connorsu da algoritem. Doma se Parker in Ben skregata, zaradi česar Parker odide od doma. Medtem ko ga išče, Ben poskuša ustaviti tatu, kateremu je Parker pustil pobegniti, je ustreljen in umre v Parkerjevem naročju. Parker uporabi svoje nove sposobnosti, da izsledi kriminalce, ki se ujemajo z opisom morilca; kar je najbolj zgovorno, tetovaža zvezde na zapestju. Ustvari masko in obleko iz elastana, da skrije svojo identiteto, in izdela mehanske spletne strelce. Na večerji z Gwenino družino ugotovi, da je njen oče policijski poveljnik George Stacy, preden Parker razkrije Gwen svojo identiteto. 
Po uspehu pri poskusu na laboratorijskih podganah, ki uporabljajo DNK kuščarja, Connorsov nadrejeni Rajit Ratha zahteva, da Connors začne poskuse na ljudeh. Vendar Connors noče hiteti s postopkom testiranja na mamila, saj s tem noče ogroziti nedolžnih ljudi. Ratha ga odpusti in se odloči izvesti preizkuse v bolnišnici Veterans Administration. Obupani Connors preizkusi formulo na sebi, se onesvesti in se zbudi ter ugotovi, da se je njegova manjkajoča roka vrnila. Connors se spremeni v veliko kuščarsko plazilsko pošast, medtem ko poskuša prestreči Ratho, in napade ljudi na mostu Williamsburg. Parker, ki sedaj deluje v vlogi Spider-Mana, reši ljudi pred Connorsovim napadom. Zaradi tega policija razpiše vsemestni lov za Kuščarjem in Spider-Manom.
Parker izsledi Connorsa do kanalizacije, preden ga napade Connors, vendar mu uspe pobegniti. Kuščar prek kamere s Parkerjevim imenom odkrije pravo identiteto Spider-Mana in napade Parkerja v njegovi šoli. Med zasledovanjem Connorsa Parker odkrije Connorsov laboratorij v kanalizaciji in izve, da namerava iz Oscorpovega stolpa izpustiti biokemično sredstvo, da bi vse v mestu spremenil v reptilske hibride, kot je on sam, da bi izkoreninil slabosti, za katere verjame, da pestijo človeštvo.
Poveljnik Stacy odkrije, da je Spider-Man Parker, in Parker je izpuščen, da ustavi Kuščarja. Gwen ustvari protistrup v obliki aerosola, ki ga Parker razprši po mestu ter ozdravi Connorsa in njegove žrtve, vendar pa Kuščar smrtno rani poveljnika Stacy. Preden umre, Stacy prosi Parkerja, naj se izogiba Gwen, da bi jo tako zaščitil. Parker to stori, vendar spozna, da sta oba nesrečna, in ji namigne, da morda ne bo držal obljube.
Pozneje se Connors pogovarja z moškim v senci, ki ga vpraša, ali Parker pozna resnico o svojem očetu. Connors mu pove, da Parker ne ve, in zahteva, da Parkerja pustijo pri miru, preden moški izgine.

## Vloge
- Andrew Garfield – Peter Parker (Spider-Man)
- Emma Stone – Gwen Stacy
- Rhys Ifans – Doktor Curt Connors (Kuščar)
- Denis Leary – George Stacy
- Campbell Scott – Richard Parker
- Irrfan Khan – Rajit Ratha
- Martin Sheen – Ben Parker
- Sally Field – May Parker